# Universiade d'hiver de 1991
Navigation
Édition précédente Édition suivante
L'Universiade d'hiver 1991 est la 15e édition des Universiades d'hiver. Elle se déroule à Sapporo au Japon, du 2 mars au 10 mars 1991.

## Tableau des médailles
| Rang | Nation           | Or | Argent | Bronze | Total |
| ---- | ---------------- | -- | ------ | ------ | ----- |
| 1    | Japon            | 11 | 9      | 10     | 30    |
| 2    | Corée du Sud     | 6  | 2      | 2      | 10    |
| 3    | Union soviétique | 5  | 7      | 5      | 17    |
| 4    | Corée du Nord    | 3  | 1      | 3      | 7     |
| 5    | États-Unis       | 2  | 7      | 3      | 12    |
| 6    | Tchécoslovaquie  | 2  | 3      | 0      | 5     |
| 7    | Autriche         | 2  | 2      | 2      | 6     |
| 8    | Chine            | 2  | 1      | 3      | 6     |
| 9    | Suisse           | 2  | 1      | 1      | 4     |
| 10   | Allemagne        | 2  | 1      | 0      | 3     |
| 11   | Italie           | 1  | 2      | 2      | 5     |
| 12   | Canada           | 1  | 0      | 1      | 2     |
| 13   | France           | 1  | 0      | 1      | 2     |
| 14   | Royaume-Uni      | 0  | 2      | 1      | 3     |
| 15   | Yougoslavie      | 0  | 1      | 1      | 2     |
| 16   | Roumanie         | 0  | 1      | 1      | 2     |
| 17   | Pologne          | 0  | 0      | 2      | 2     |